# Áreas de endemismo na Amazônia
A documentação das distribuições geográficas dos organismos, a identificação de padrões biogeográficos, e a análise dos processos que geram tais padrões são as três questões centrais dos estudos de Biogeografia. Áreas de endemismo são padrões básicos utilizados nesses estudos e se definem como espaços geográficos determinados pela congruência nas distribuições de duas ou mais espécies, que não ocorrem em nenhum outro local. A região Amazônica é a de maior biodiversidade do planeta, abrigando cerca de 10% das espécies do globo, e ao longo dos anos tem sido definida como subdividida em várias áreas de endemismo, sendo deixado de lado o pensamento inicial de que ela seria uma única unidade/área de endemismo. Outro padrão bem observado para a região Amazônica é o de que áreas de endemismo adjacentes costumam apresentar espécies diferentes e aparentadas.

## Histórico e Áreas aceitas
O naturalista Wallace, em 1852, foi um dos primeiros a identificar tais padrões, com base na distribuição de espécies de primatas, dividindo a Amazônia em quatro áreas de endemismo, sendo elas Guiana, Equador, Peru e Brasil. Os rios Amazonas-Solimões, Negro e Madeira eram as barreiras geográficas que dividiam as áreas, e as espécies alopatricamente. Haffer, em 1969 com dados de distribuições de aves, propôs 6 áreas de endemismo para a Amazônia, mantendo a área da Guiana como já descrita por Wallace, porém dividindo a área Equador em duas (Imeri e Napo), renomeando a área Peru como Inambari e dividindo a área Brasil em duas (Rondônia e Belém). Cracraft, em 1985, reconheceu também, além das áreas propostas por Haffer, uma sétima área denominada Pará, que se estendia entre os rios Tocantins e Tapajós. Já em 2002, Silva e colaboradores sugerem a quebra da área Pará em duas áreas, nomeadas Xingu e Tapajós. As constantes mudanças que ocorrem na determinação das áreas de endemismo amazônicas demonstram que elas ainda se apresentam como hipóteses que necessitam sempre serem reavaliadas quando da inclusão de novos dados sobre organismos e suas distribuições. É provável que áreas maiores em extensão, como as da Guiana, Imeri e Inambari sejam divididas em áreas menores, com o acréscimo de estudos nas áreas geológica e biológica, como já apresentando em alguns trabalhos atuais (propondo áreas como a do Negro, que engloba trecho antes compreendido por Imeri e Napo).

## Processos Históricos
Os processos históricos que delinearam a formação das áreas de endemismo amazônicas podem ser sintetizados em dois, a hipótese de rios funcionando como barreiras, e a hipótese dos refúgios, sendo a primeira hoje mais aceita e vista como principal motor de geração de espécies, e a segunda não sendo refutada, porém considerada como tendo papel secundário. A Hipótese dos refúgios formula que as flutuações climáticas que ocorreram durante o Pleistoceno (Máximos Glaciais) forçaram uma retração no tamanho da floresta amazônica, dividindo ela em áreas (refúgios) separadas por regiões mais secas, tendo isso modulado a formação da biodiversidade da Amazônia. Essas flutuações ocorreram ciclicamente nesse período de tempo, não exigindo que as áreas de endemismo tenham surgido todas durante o mesmo máximo glacial. Essa hipótese tem se mostrado de difícil teste, e com os tempos tem sido deixada de lado pela maioria dos pesquisadores, que não desconsideram a existência de tais flutuações, mas apontam para o fato de elas não terem sido fortes o suficiente para geraram os graus de divergência vistos hoje, e terem tido apenas certa influencia em flutuações nos tamanhos das populações de organismos.
A hipótese de rios como barreiras foi a primeira proposta, já por Wallace em seus estudos, e formula a ideia de que foram os grandes rios amazônicos, quando da sua formação no Mioceno, alavancados pelo soerguimento dos Andes, que atuaram como divisores de espécies, criando padrões de vicariância e modulando a formação da biodiversidade amazônica. Essa hipótese tem sido altamente testada e escolhida como principal resposta para a formação das áreas de endemismo da Amazônia, tanto pela congruência geográfica quanto pela congruência temporal.
Outra hipótese existente de explicação da formação das áreas de endemismo amazônica é a que considera as incursões que o oceano atlântico teve na superfície amazônica, que promoveu também a divisão das áreas florestais, porém essa hipótese tem sido na maioria das vezes vista como uma resposta que complementa a dos rios como barreiras.

## Relações Históricas
As relações históricas entre as diferentes áreas de endemismo amazônicas tem apresentado que inicialmente a Amazônia se dividiu em três grandes áreas, sendo elas a Nordeste (área da Guiana), a Oeste (Napo e Inambari) e Sudeste (incluindo Rondônia, Tapajós, Xingu e Belém), tendo Imeri provavelmente uma biota que derivou tanto da região Nordeste quanto da região Oeste. Também tem se apresentado as áreas Rondônia e Tapajós como comumente associadas a áreas da floresta atlântica, demonstrando que em algum momento da história essas florestas podem ter sido mais próximas ou até conectadas.